# Schülldorf
Schülldorf är en kommun och ort i Kreis Rendsburg-Eckernförde i förbundslandet Schleswig-Holstein i Tyskland.
Kommunen ingår i kommunalförbundet Amt Eiderkanal tillsammans med ytterligare sex kommuner.